# لیهای (اکلاهما)
لیهای(به انگلیسی: Lehigh) شهری در ایالت اکلاهما کشور ایالات متحده آمریکا است که جمعیت آن در سرشماری سال ۲۰۱۰ میلادی، ۳۵۶ نفر بوده‌است.